# 格倫茨巴赫河
52°13′51″N 8°31′21″E / 52.23083°N 8.52250°E

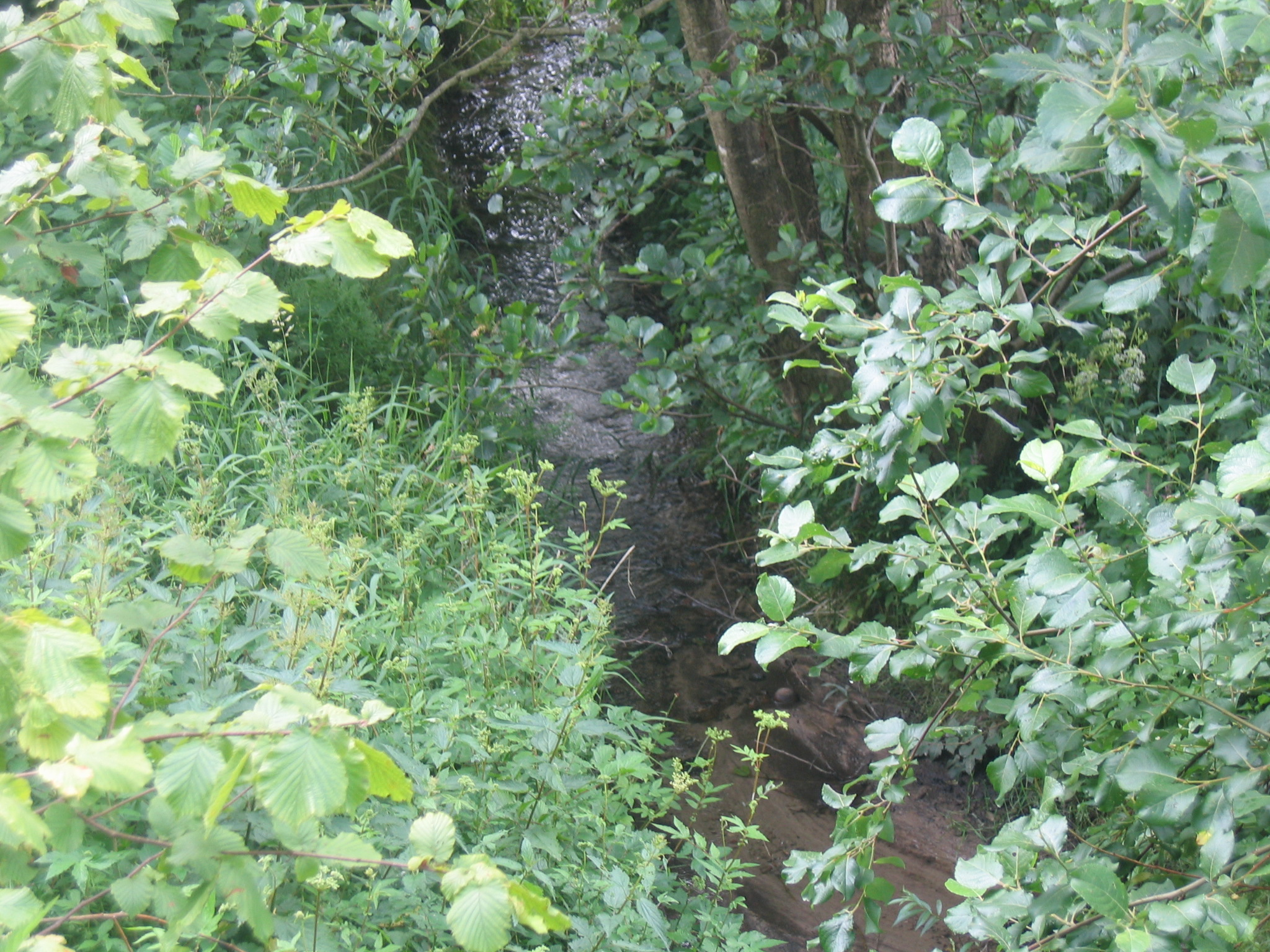
格倫茨巴赫河

格倫茨巴赫河（德語：Grenzbach），是德國的河流，位於該國西部，流經北萊茵-威斯特法倫州，屬於達米倫巴赫河的左支流，河道全長1.5公里，流域面積10平方公里。